# ATC kod N06
ATC kod N06 Psihoanaleptici su terapeutska podgrupa sistema za anatomsko terapeutsko hemijsku klasifikaciju. Ovaj sistem alfanumeričkih kodova je razvio  za klasifikaciju lekova i drugih medicinskih proizvoda.  Podgrupa N06 je deo anatomske grupe N Nervni sistem.

Kodovi za veterinarsku upotrebu (ATCvet kodovi) se mogu formirati stavljanjem slova Q ispred humanih ATC kodova: QN06... ATCvet kodovi bez odgovarajućeg humanog ATC koda su navedeni sa vodećim Q na sledećoj listi.
Nacionalna izdanja ATC klasifikacije mogu da obuhvataju dodatne kodove koji nisu prisutni na ovoj listi.

## Antidepresivi

### Neselektivni inhibitori preuzimanja monoamina
Desipramin
 Imipramin
 Imipraminski oksid
 Klomipramin
 Opipramol
 Trimipramin
 Lofepramin
 Dibenzepin
 Amitriptilin
 Nortriptilin
 Protriptilin
 Doksepin
 Iprindol
 Melitracen
 Butriptilin
 Dozulepin
 Amoksapin
 Dimetakrin
 Amineptin
 Maprotilin
 Hinupramin

###N06AB Selektivni inhibitori preuzimanja serotonina
Zimelidin
 Fluoksetin
 Citalopram
 Paroksetin
 Sertralin
 Alaproklat
 Fluvoksamin
 Etoperidon
 Escitalopram

### Neselektivni inhibitori monoaminske oksidaze
Isokarboksazid
 Nialamid
 Fenelzin
 Tranilcipromin
 Iproniazid
 Iproklozid

###N06AG Inhibitor monoaminske oksidaze A
N06AG02 Moklobemid
N06AG03 Toloksaton

###N06AX Drugi antidepresanti
Oksitriptan
 Triptofan
 Mianserin
 Nomifensin
 Trazodon
 Nefazodon
 Minaprin
 Bifemelan
 Viloksazin
 Oksaflozan
 Mirtazapin
 Bupropion
 Medifoksamin
 Tianeptin
 Pivagabin
 Venlafaksin
 Milnacipran
 Reboksetin
 Gepiron
 Duloksetin
 Agomelatin
 Desvenlafaksin
 Vilazodon
 
 Selegilin

## Psihostimulansi, agensi koji se koriste zaADHDinootropici

###N06BA Centralno delujući actingsimpatomimetici
Amfetamin
 Deksamfetamin
 Dekstrometamfetamin
 Metilfenidat
 Pemolin
 Fenkamfamin
 Modafinil
 Fenozolon
 Atomoksetin
 Fenetilin
 Deksmetilfenidat
 Lisdeksamfetamin

###N06BC Derivatiksantina
Kafein
 Propentofilin

###N06BX Drugi psihostimulansi i nootropici
Meklofenoksat
 Piritinol
 Piracetam
 Deanol
 Fipeksid
 Citikolin
 Oksiracetam
 Pirisudanol
 Linopirdin
 Nizofenon
 Aniracetam
 Acetilkarnitin
 Idebenon
 Prolintan
 Pipradrol
 Pramiracetam
 Adrafinil
 Vinpocetin

##N06C Kombinacije psiholeptika i psihoanaleptika

### Antidepresivi u kombinaciji sa psiholepticima
Amitriptilin i psiholeptici
 Melitracen i psiholeptici

##N06D Lekovi protivdimencije

###N06DA Antiholinesteraze
Takrin
 Donepezil
 Rivastigmin
 Galantamin
 Donepezil i memantin

###N06DX Drugi lekovi protiv demencije
Memantin
 